# Isabella (quadrangle)

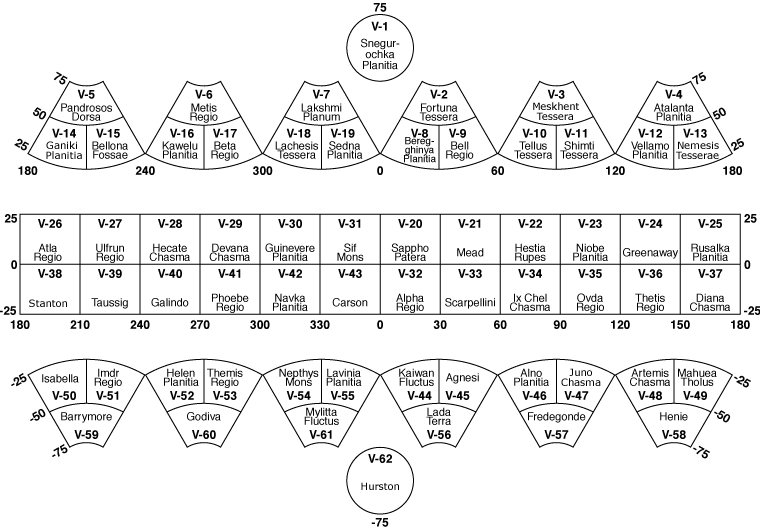
Quadrangles op Venus op schaal 1 : 5.000.000

Isabella (V–50; breedtegraad 25°–50° S, lengtegraad 180°–210° E) is een quadrangle op de planeet Venus. Het is een van de 62 quadrangles op schaal 1 : 5.000.000. Het quadrangle werd genoemd naar de gelijknamige krater die op zijn beurt genoemd werd naar de Spaanse koningin Isabella I van Castilië (1451-1504).

## Geologische structuren in Isabella
Chasma
- Olapa Chasma

Colles
- Migazesh Colles

Coronae
- Banba Corona
- Epona Corona
- Ixcuina Corona
- Nang Pao Corona
- Nott Corona

Dorsa
- Aditi Dorsa
- Etain Dorsa
- Sirona Dorsa

Fluctus
- Djabran Fluctus
- Kunkubey Fluctus

Inslagkraters
- Alimat
- Cohn
- Erin
- Isabella (tweede grootste krater op Venus)
- Leah
- Ottavia
- Royle

Paterae
- Kupo Patera
- Libby Patera
- Payne-Gaposchkin Patera

Planitiae
- Nsomeka Planitia
- Wawalag Planitia

Tholi
- Tursa Tholus